# John Hackworth
John Hackworth (Dunedin, 5 febbraio 1970) è un allenatore di calcio ed ex calciatore statunitense, di ruolo difensore.

## Carriera

### Club
Ha allenato dal 2012 al 2014 il Philadelphia Union. Il 9 giugno 2014 viene esonerato.

### Nazionale
Dal 2004 al 2007 e dal 2015 al 2018 ha allenato la Nazionale Under-17 statunitense.

## Palmarès

### Competizioni nazionali
- United Soccer League: 1

Louisville City: 2018